# Froxfield (Hampshire)
Froxfield – osada w Anglii, w hrabstwie Hampshire. Leży 28 km na wschód od miasta Winchester i 81 km na południowy zachód od Londynu.